# Palästinalied

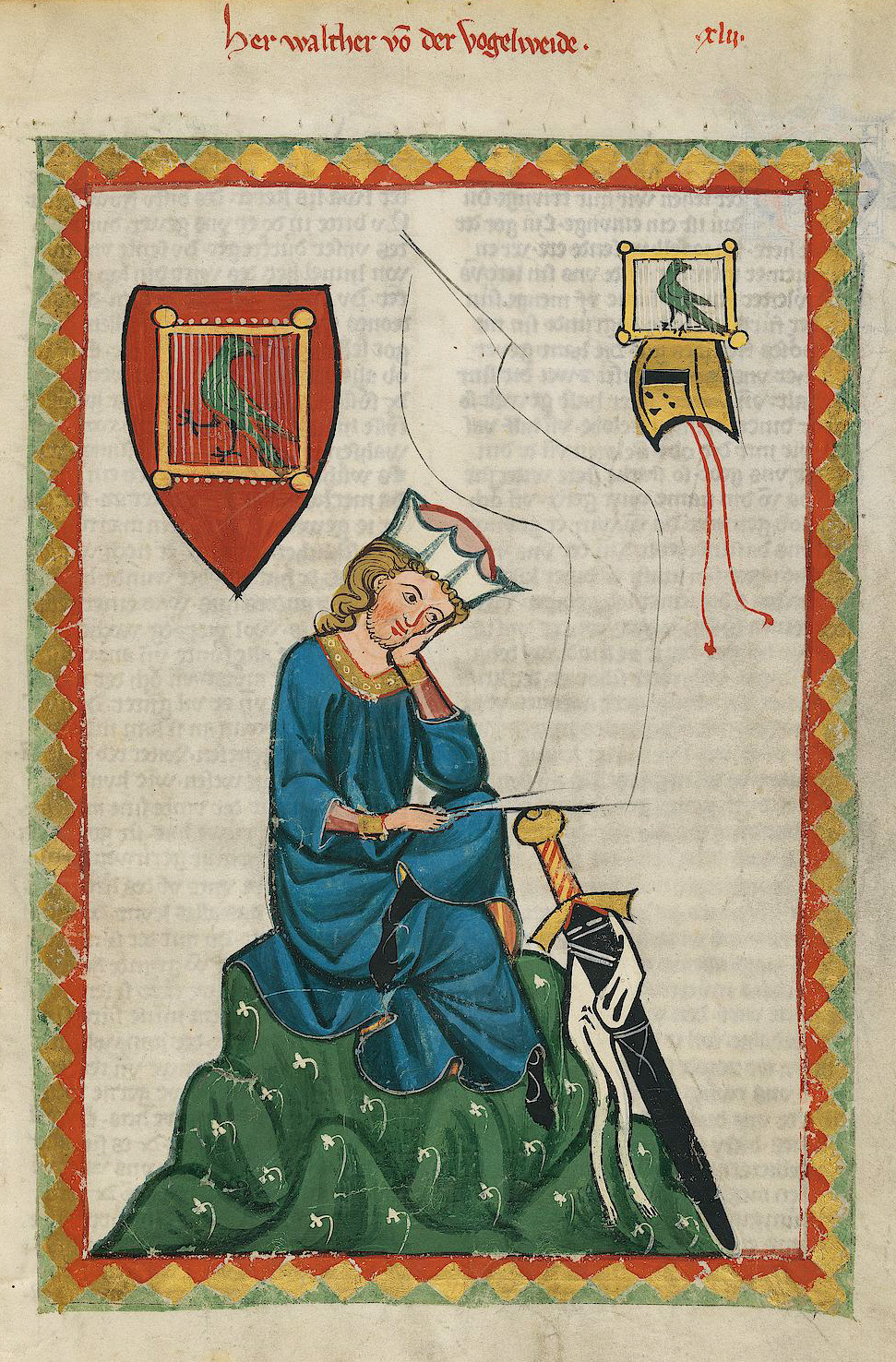
Retrato de Walther von der Vogelweide no Codex Manesse (ms. C, fol. 124r)

Palästinalied ("Canção da Palestina")  é uma música de cruzada escrita no início do século XIII por Walther von der Vogelweide, o mais célebre poeta lírico da literatura alemã média-alta. É uma das poucas canções de Walther cuja melodia sobreviveu.
A melodia já foi dita como um contrafactum da canção "Lanquan li jorn" de Jaufre Rudel do século XII.
Palästinalied foi escrito na época da Quinta Cruzada (1217–1221). A fonte mais antiga da melodia é o chamado fragmento de Münster (ms. Z, século XIV).
O tema da canção é o evangelho contado a partir da perspectiva de um peregrino que pisa na Terra Santa . A conclusão da canção refere-se às próprias cruzadas, afirmando que, tendo em vista a reivindicação de cristãos, judeus e "pagãos" (muçulmanos) à Terra Santa, a reivindicação cristã é a correta.

## Texto e tradução
(1)
Nû alrêst lebe ich mir werde,
sît mîn sündic ouge siht
daz here lant und ouch die erde,
der man sô vil êren giht.
ez ist geschehen, des ich ie bat,
ich bin komen an die stat,
dâ got menischlîchen trat.

(2)
Schoeniu lant, rîch unde hêre,
swaz ich der noch hân gesehen,
sô bist dûz ir aller êre.
waz ist wunders hie geschehen!
daz ein magt ein kint gebar,
hêre über aller engel schar,
was daz niht ein wunder gar?

(3)
Hie liez er sich reine toufen,
daz der mensche reine sî.
dô liez er sich hie verkoufen,
daz wir eigen wurden frî.
anders waeren wir verlorn.
wol dir, sper, kriuz unde dorn!
wê dir, heiden! daz ist dir zorn!

(4)
Dô er sich wolte übr uns erbarmen,
hie leit er den grimmen tôt,
er vil rîche übr uns vil armen,
daz wir komen ûz der nôt.
daz in dô des niht verdrôz,
dâst ein wunder alze grôz,
aller wunder übergnoz

(5)
Hinnen vuor der sun ze helle,
von dem grabe da'r inne lac.
des was ie der vater geselle
und der geist, den nieman mac
sunder scheiden, êst al ein,
sleht und ebener danne ein zein,
als er Abrahâme erschein.

(6)
Do er den tiefel dô geschande
daz nie keiser baz gestreit,
dô vuor er her wider ze lande.
dô huob sich der juden leit:
daz er, hêrre, ir huote brach
und daz man in sît lebendig sach,
den ir hant sluog unde stach.

(7)
Dar nâch was er in dem lande
vierzic tage: dô vuor er dar,
dannen in sîn vater sande.
sînen geist, der uns bewar,
den sant er hin wider ze hant.
heilig ist daz selbe lant:
sîn name, der ist vor got erkant

(8)
In diz lant hât er gesprochen
einen angeslîchen tac,
dâ diu witwe wirt gerochen
und der weise klagen mac
und der arme den gewalt,
der dâ wirt mit ime gestalt.
wol im dort, der hie vergalt!

(9)
Unser lantraehtere tihten
fristet dâ niemannes klage,
wan er wil zestunden rihten.
sô ez ist an dem lesten tage:
und swer deheine schult hie lât
unverebent, wie der stât
dort, dâ er pfant noch bürgen hât!

(10)
Ir enlât iuch niht verdriezen,
dâz ich noch gesprochen hân.
sô wil ich die rede entsliezen
kurzwîlen und iuch wizzen lân,
swaz got wunders noch ie
mit dem menschen erwege
daz huob sich und endet hie.

(11)
Kristen, juden und die heiden
jehent, daz diz ir erbe sî.
got müez ez ze rehte scheiden
durch die sîne namen drî.
al diu welt, diu strîtet her:
wir sîn an der rehten ger.
reht ist, daz er uns gewer.

(12)
Mê dann hundert tûsent wunder
hie in disem lande sint,
dâ von ich niht mê besunder
kan gesagen als ein kint,
wan ein teil von unser ê.
swem des niht genuoge, der gê
zúo den juden, die sagent im mê.

(13)
Vrowe min, durch iuwer güete
nu vernemet mine clage,
daz ir durch iuwer hochgemüete
nicht erzuernet, waz ich sage.
Vil lihte daz ein tumber man
misseredet, als er wol kann.
daran solt ir iuch nicht keren an.

Tradução:

(1)
Apenas agora vivo dignamente,
Desde que meus olhos pecadores viram
O lugar puro e também a terra,
Da qual muitas honras são dadas.
Aconteceu comigo, o que eu sempre pedi,
Eu cheguei ao local,
Onde Deus encarnou como homem.

(2)
Terras ricas, lindas e gloriosas
Das quais já vi até este dia,
És a coroa de todas elas.
Mas que milagre aconteceu aqui!
Onde uma criada deu a luz a uma criança,
Exaltada acima de todos os anjos,
Não é este um milagre perfeito?

(3)
Aqui o puro foi batizado,
Para que o homem pudesse ser puro,
E ele então se deixou ser vendido
Para que nós ficássemos livres,
De outra forma estaríamos perdidos.
Abençoados sejam, lança, espinho e cruz!
Ai de vós, pagãos! São um incômodo para vocês!

(4)
Como ele teve pena de nós,
Aqui ele sofreu uma morte terrível,
Ele, o mais rico, por nós, pobres,
Para que pudéssemos escapar do sofrimento.
E Ele não se irritou com isso,
Este é um milagre muito grande,
Além de todos os outros milagres.

(5)
Aqui o filho desceu ao inferno
Da tumba que ele estava,
Sempre houve a assistência do Pai,
E do Espírito que ninguém pode
Separar, deve ser apenas um,
Claro e mais que uma ilusão,
Assim como Ele apareceu para Abrãao.

(6)
Após Ele humilhar o demônio,
O que nenhum Imperador faria melhor,
Ele voltou para esta terra novamente
E isso começou o sofrimento dos judeus,
Pois Ele, o Senhor, se livrou da custódia
E que logo depois foi visto vivo,
Eles quem em vossa mão bateram e perfuraram.

(7)
Depois disso, Ele permaneceu na terra
por quarenta dias, e então partiu daqui
Para onde seu Pai o enviou.
Seu Espírito, que pode nos salvar,
Ele enviou de volta imediatamente.
Santa é esta mesma terra:
Seu nome é reconhecido diante de Deus.

(8)
Nesta terra Ele disse
Sobre um terrível dia de julgamento,
Onde a viúva será vingada
O órfão poderá lamentar,
E o pobre será protegido da violência
Que foi feita a ele,
Salve a Ele lá, que recompensou a aqui!

(9)
Como nossos juízes locais costumam fazer,
A reclamação de ninguém demorará,
Pois ele vai julgar em uma hora,
Assim será no último dia.
Quem quer que deixe qualquer dívida
Não paga, como ele vai ficar lá,
onde não haverá penhor nem fiador.

(10)
Não se fique irritado
Por eu ter falado muito,
Vou explicar minhas palavras brevemente,
E deixar você saber dos milagres
Que Deus ainda têm em mente
Para a humanidade;
Começou aqui, vai terminar aqui.

(11)
Cristãos, judeus e pagãos
Clamam que esta terra é deles,
Deus deve justamente decidir
Pelo seus três nomes.
Todo o mundo está guerreando aqui,
Mas nós temos a reivindicação legítima,
Justo é! Ele que nos reconhece.

(12)
Mais de cem mil milagres
Estão aqui nesta terra,
Sobre as quais eu não posso
Dizer mais que uma criança poderia,
É parte de nossa Fé,
Se isso não é suficiente para alguém, deixe-o ir
Aos judeus, que dirão mais coisas.

(13)
Minha Senhora, por sua bondade,
Agora ouça minha reclamação,
Que por sua altivez
O que eu digo não possa irritá-la.
Facilmente um homem tolo falará coisa errada,
Como ele pode bem fazer,
Não deixe que isso a incomode.

## Melodia
A fonte mais antiga da melodia é o fragmento de Münster escrito cerca de um século após a morte de Walther. Carmina Burana (1230) contém a primeira estrofe de Palästinalied com neumas, porém insuficientes para reconstruir uma melodia.

## Recepção moderna
Com o aumento da popularidade do rock medieval, Neofolk e estilos musicais similares no final dos anos 1980 e 1990, Palästinalied tornou-se uma música importante para esses estilos e agora é mais conhecida pelo público moderno devido às versões de bandas principalmente alemãs, incluindo (entre outros):
- Ougenweide (álbum All die Weil Ich Mag, 1974)
- Corvus Corax (álbum Congregatio, 1991)
- Radio Tarifa (álbum Rumba Argelina, 1993)
- Qntal (álbum Qntal II, 1995)
- Estampie (álbum Crusaders, 1996)
- In Extremo (álbum Weckt die Toten!, 1998)
- Djembe (álbum Хиты Средневековья, 1999)
- Medieval Baebes (álbum Undrentide, 2000)
- Finisterra (álbum Kein Evoë – Kein Requiem, 2002)
- Unto Ashes (EP I Cover You With Blood, 2003)
- Heimataerde (instrumental), álbum Gotteskrieger (2005)
- Eisenfunk (Dance/eletrônico), álbum Schmerzfrequenz (2005)
- Omnia (em "Teutates", álbum PaganFolk, 2006)
- Luc Arbogast (álbum Hortus Dei, 2006)
- Wolfmare (álbum Mão da Glória, 2010)
- In Extremo (álbum Quid Pro Quo, 2016)
- Jaramar (álbum Lenguas, 1998)